# Gottes Segen (Stolln)
Gottes Segen, zeitgenössisch auch Gottes Seegen, war ein Stolln und eine Fundgrube im Bergrevier Johanngeorgenstadt im sächsischen Erzgebirge. Der montanhistorische Verlauf der Betriebsgeschichte ist erst lückenhaft erforscht und publiziert worden. Erschwerend wirken sich dabei lückenhafte Grubenakten und fehlende Zechenregister aus. Ebenso stimmen bisher veröffentlichte Daten zum Ausbringen nicht überein, fehlen oder widersprechen sich.
Am Rabenberg östlich von Johanngeorgenstadt befindet sich eine weitere Fundgrube unter dem Namen Gottes Segen.

## Geografische Lage
Das Stollnmundloch des Gottes Segen Stolln befand sich am Breitenbach unweit vom ältesten Gebäude der Stadt und dem bis 1931 bestehenden historischen Grenzübergang am Böhmischen Zollhaus. Der Stolln verläuft im Fastenberg in westliche Richtung. Beim Bau der Wittigsthalstraße im Jahr 1928 wurde der Stolln unter der neuen Straße hindurch verlängert und erhielt ein neues Mundloch. Das Huthaus wurde abgerissen. Nach 1946 wurde die Stollnrösche verrohrt und bis zum Breitenbach mit Haldenmassen überschüttet.
Vom noch heute vorhandenen Wohnhaus des Schichtmeisters Hans Georg Schmied an der früheren Plattner Straße führte ein Tagschacht zum Gottes Segen Stolln hinunter.

## Geschichte
Am mittleren Fastenberg, auf dem sich Johanngeorgenstadt erstreckt, wurden vom 17. bis ins 20. Jahrhundert mehrere Gruben zum Abbau unmittelbar benachbarter Erzgänge betrieben. Dazu zählte auch der Crucis 1679, gemutete und bei 700 m über NN angeschlagene Gottes Segen Stolln. Der Stolln wurde auf dem Gottes Segen Spat aufgefahren. Der Gottes Segen Spat ist der längste Erzgang im Revier Johanngeorgenstadt und wurde auf einer Länge von 1,8 km untersucht und bei Erzführung auch bebaut. Außerhalb des Grubenfeldes von Gottes Segen Fundgrube und deren sich anschließenden Maaßen trug dieser Erzgang in seinem weiteren Streichen durch den Fastenberg andere Namen. Bekannt sind Gottes Segen Gegentrum, Marcus Spat, Hohneujahr Spat, und Erzengel Gabriel Spat. Abgehende Seitentrümer und begleitende Paralleltrümer trugen ebenso andere Namen (nur wenn sie verliehen wurden!). Seine Mächtigkeit beträgt zwischen 25 und 200 cm.
Laut der Chronik von Engelschall fand im Quartal Trinitatis 1712 der erste Silberanbruch statt. Man baute ca. 5 kg Silber ab. Bisher hatte man 10.999 Taler verbaut und den Stolln auf einer Länge von 600 m aufgefahren. Im Quartal Trinitatis 1714 fand man das nächste Silber. Die Schulden waren bis dahin auf 12.808 Taler gestiegen. Bis 1722 wurden laut Engelschall 954,5 kg Silber gefördert, wobei sich diese Menge mit den Angaben der Generalschmelzadministration nicht völlig deckt. Die bis dahin aufgelaufenen Schulden wurden damit abbezahlt und eine Ausbeute von 147 Talern je Kux gezahlt.
1720 kam der St. Georgen Stolln 12 m unter dem Gottes Segen Stolln in einer Entfernung von 470 m vom Mundloch des Gottes Segen Stollns im Gottes Segen Spat ein. Vom St. Georgen Stolln wurde im Gottes Segen Spat ein Kunstschacht ca. 124 m abgeteuft und der Gang auf einer Länge von 790 m über 4 Sohlen unter dem St. Georgen Stolln untersucht und bebaut.
In der Folge gab es gemeinsame Grubenfelder mit Gabe Gottes, Neujahr Maaßen und St. Georgen Stolln.
Spätestens 1790 wurde der Bergmann Carl Traugott Gündel (1752–1810) Hutmann zum Gottes Segen, ihm folgte der gleichnamige Sohn Carl Traugott Gündel (1790–1853), dessen Nachkommen noch bis zum Abriss des Gebäudes im Zechenhaus wohnten, daher auch der im Volksmund bis zuletzt gebräuchliche Name Gündelhaus. 
1820 erfolgte eine Konsolidierung einzelner Bereiche des St. Georgen Stollns zu Gottes Segen Erbstolln und St. Georg Fundgrube. Bis 1820 wurden im eigenen sowie den gemeinsamen Grubenfeldern etwa 6040 kg Silber ausgebracht. Vom Gottes Segen Stolln stammt auch der erste Nachweis über die Förderung von Uranerzen im Revier Johanngeorgenstadt in dem Jahr 1819. Es handelte sich um 30 Pfund (ca. 14 kg) für die Porzellanmanufaktur Meißen.
Quartal Reminiscere 1838 wurde das vereinigte Grubenfeld mit anderen Grubenfeldern zu der Gesellschaft Vereinigt Feld im Fastenberge zusammengeschlossen. Im Zuge des bei Vereinigt Feld durchgeführten Tiefbauprojektes wurde 1860 die tiefste Sohle im Gottes Segen Spat über einen 394 m langen Querschlag auf der 78-Lachter-Sohle des Frisch Glück Schachtes angefahren. 1923 wurde mit der Auffahrung eines Querschlages auf der 95-Lachter-Sohle vom Frisch Glück Schacht aus begonnen. Aufgrund finanzieller Engpässe wurde die Auffahrung 1926 bei einer Auffahrungslänge von 166 m eingestellt. Im August 1929 wurden die Arbeiten wieder aufgenommen und im Januar 1930 nach 236 m der Gottes Segen Spat angefahren. Die Gangauffahrung Richtung Nord-West wurde bei 70,7 m durch das Hochwasser vom 6. Juli 1931 unterbrochen. Erst ab 1936 wurden die Aufschlussarbeiten wieder aufgenommen. Ziel der Untersuchung war die von den oberen Sohlen bekannte Uranvererzung.
Nach der Übernahme des Bergbaureviers Johanngeorgenstadt durch die Wismut AG am 15. Juli 1946, begann unter der Bezeichnung Objekte 01 ein Bergbau bisher nicht gekannten Ausmaßes. Der Gottes Segen Spat mit seiner bekannten Uranvererzung wurde auf seiner gesamten Erstreckung intensiv bebaut. Der alte Kunstschacht wurde ab August 1948 von der 25-m-Sohle (Sohle des St. Georg Stolln) bis zur 95-Lachter-Sohle rekonstruiert und ging 1949 als Blindschacht mit der  Nummer 52 in Betrieb. Ausgerüstet war er mit einer Skipförderung. Die Tagesleistung betrug 1500 Tonnen. Nach der Teufe eines neuen Schachtes mit der Nummer 52 wurde der alte Schacht in 52bis umbenannt. 1951 wurde er außer Betrieb genommen. Das letzte Erz im Revier wurde 1958 gefördert und am 12. Juni 1959 die letzte Schicht in Johanngeorgenstadt gefahren.

## Risse
- William Tröger: Berggebäude Gottes Segen, Georg, Kinder Israel, Dresdner, Schaller, Hanauer Lust, Neue Brüderschaft, Weiße Taube, Neu Freiberger Glück und Gegenglück Stolln bei Johanngeorgenstadt (Grund- und Seigerriss). 1832.